# Psamathocrita
Psamathocrita is een geslacht van vlinders van de familie tastermotten (Gelechiidae).

## Soorten
- P. albidella (Rebel, 1903)
- P. argentella Pierce & Metcalfe, 1942
- P. dalmatinella Huemer & Tokar, 2000
- P. doloma Bradley, 1965
- P. innotatella (Chrétien, 1915)
- P. osseella (Stainton, 1860)